# 牛李
牛李（学名：Artocarpus nigrifolius）为桑科波罗蜜属下的一个种。

## 扩展阅读
- 維基物種上的相關：牛李